# 活路：妒忌私家偵探社
《活路：妒忌私家偵探社》（英語：Live@Love），臺灣電影。於2014年2月開鏡，演員張世首部電影導演之作，改編自作家張妙如的暢銷偵探小說《妒忌私家偵探社：活路》，由劉以豪、楊謹華、郭書瑤等人領銜主演。於2014年10月17日正式於臺灣上映。

## 劇情簡介
妒忌，引發致命殺機！愛，將是唯一的活路......
從小喜愛偵探小說，剛從海外回台的富二代嚴肅君，因緣際會來到了「杜紀偵探社」應徵助理，偵探社女主人杜紀苓是個靠著過人眼力與觀察力辦案，並也兼做算命館的神婆偵探，嚴肅君萬萬沒想到，他助理生涯居然都是協尋狗貓之類的雜碎小事，而杜紀苓幾乎都在替人算命，一度萌生退意，就在此時，一宗豪門謀殺案件上門：「建設公司老闆宋毅，前來委託調查貴婦妻子林育敏的離奇案件。」杜紀苓率嚴肅君循任何線索展開偵查，究竟神婆偵探加上菜鳥助手的這對姊弟偵探組合能否順利破案，找出真正的兇手？

## 演員陣容

### 主演角色
| 演員   | 角色   | 介紹 |
| 劉以豪 | 嚴肅君 | 菜鳥助手，剛遊學歸國的富二代小開，個性認真謹慎，從小喜愛閱讀推理小說，偶像為福爾摩斯，為了一個不為人知的理由，而決心到杜紀偵探社應徵助理工作，是杜紀苓的最佳助手！                                                                        |
| 楊謹華 | 杜紀苓 | 神婆偵探，杜紀偵探社女社長，平時以找貓狗與小三為己任，更是「上知天文，下知地理」的專業算命師，個性大膽直率、真知灼見觀察細微，是一名有口皆碑的女偵探，但背後卻隱藏著不為人知的過去。                                                      |
| 林美秀 | 林育敏 | 死者富婆，凌晨01:25陳屍在家中鋼琴前的建設公司董事長林育敏，死前因用慘有毒物的牛奶而導致立即身亡。現場發現，林育敏並無留下任何遺書，裝牛奶的玻璃杯亦無任何人的指紋，特別疑點她左手無名指的婚戒消失，並且手指旁有過敏現象，究竟是誰殺了她？ |
| 屈中恆 | 雄哥   | 兩光警探，人稱雄伯的警察局老牌警員，是偵探女王杜紀苓的其中消息來源，但他和杜紀苓有一段不為人知的過去，而且這次的案件他涉入其中，卻暗藏許多秘辛不願意透露，相當怪異。                                                                      |
| 吳大維 | 宋毅   | 嫌疑犯#1花花公子，擔任建設公司總經理的宋毅，與林育敏結婚始終無孩子，他們結婚時宋毅說：「和育敏結婚他才算真正活著。」林育敏死亡當晚，宋毅正於臥房熟睡，他被警方列為重大嫌疑犯。                                                            |
| 馮光榮 | 王中恆 | 嫌疑犯#2娘砲前夫，林育敏的第一段婚姻關係，當得到妻子與宋毅外遇的王中恆內心重創，為了成全林育敏離婚，之後他人個格大變，隱藏他重苦不堪的傷痛，更輕蔑地認為宋毅活該！                                                                        |
| 郭書瑤 | 詩娜   | 嫌疑犯#3酒店名花，年紀輕輕就是富豪必點檯的酒店紅牌，貌美青春的詩娜，另一個身分是委託人宋毅的外遇對象之一，根據偵探社的偷拍調查，這位酒國名花，最近常出入嬰兒用品店......                                                                  |
| 張詩盈 | 馮世惠 | 嫌疑犯#4機車秘書，宋毅另一位外遇的對象，是建設公司總經理祕書馮世惠，已婚與老公育有兩子，個性直接冷酷，做事不拖泥帶水，她與宋毅間的婚外情，林育敏似乎早已有所聞。                                                                          |

## 電影主題曲
| 歌名     | 演唱者 |
| 《總是》 | 林曉培 |

## 外部連結
- 活路：妒忌私家偵探社的Facebook專頁
- Yahoo奇摩電影上《活路：妒忌私家偵探社》的資料（繁體中文）
- 開眼電影網上《活路：妒忌私家偵探社》的資料（繁體中文）
- 香港影庫上《活路：妒忌私家偵探社》的資料（繁體中文）
- 时光网上《活路：妒忌私家偵探社》的資料（简体中文）
- 豆瓣电影上《活路：妒忌私家偵探社》的資料 （简体中文）
- 互联网电影数据库（IMDb）上《活路：妒忌私家偵探社》的资料（英文）